# Primula prevernalis
Primula prevernalis är en viveväxtart som beskrevs av F.W. Chen och C.M. Hu. Primula prevernalis ingår i släktet vivor, och familjen viveväxter. Inga underarter finns listade i Catalogue of Life.